# Listă de scriitori paraguayeni
Aceasta este o listă de scriitori paraguayeni.

## A
- Nestor Amarilla

## B
- Augusto Roa Bastos

## N
- Agustín Núñez